# Bhargavaella indica
Bhargavaella indica är en svampart som beskrevs av Suj. Singh & K.S. Srivast. 1980. Bhargavaella indica ingår i släktet Bhargavaella, divisionen sporsäcksvampar och riket svampar.   Inga underarter finns listade i Catalogue of Life.